# Skivlusern
Skivlusern (Medicago tornata) är en ärtväxtart som först beskrevs av Carl von Linné, och fick sitt nu gällande namn av Philip Miller. Enligt Catalogue of Life ingår Skivlusern i släktet luserner och familjen ärtväxter, men enligt Dyntaxa är tillhörigheten istället släktet luserner och familjen ärtväxter. Arten förekommer tillfälligt i Sverige, men reproducerar sig inte.

## Underarter
Arten delas in i följande underarter:
- M. t. helix
- M. t. striata
- M. t. tornata